# Vogelschutzgehölz Sodenmatt
Das Vogelschutzgehölz Sodenmatt ist ein Naturschutzgebiet im Ortsteil Mittelshuchting des Stadtteils Huchting der Stadtgemeinde Bremen.

## Allgemeines
Das Naturschutzgebiet ist 1,2 Hektar groß. Es ist im Naturschutzbuch der Stadtgemeinde Bremen unter der Nummer 2 eingetragen. Das Gebiet steht seit dem 29. Juli 1963 unter Naturschutz. Zuständige Naturschutzbehörde ist die Senatorin für Umwelt, Klima und Wissenschaft. 

## Beschreibung
Das Naturschutzgebiet liegt nordwestlich der B 75 inmitten von Wohnbebauung. Es wird nach drei Seiten von Straßen begrenzt. Nach Süden schließt sich eine Wiese an. Das Gebiet wird von einem Erlenbruchwald geprägt und ist u. a. Lebensraum für verschiedene Singvögel und Amphibien.